# Arthur Rauth
Arthur Rauth (* 15. November 1922 in Hohenems; † 29. März 2016 in Bregenz) war ein österreichischer Politiker (ÖVP) und Geschäftsführer. Er war von 1974 bis 1979 Abgeordneter zum Vorarlberger Landtag.

## Ausbildung und Beruf
Rauth besuchte die Volksschule Bregenz und wechselte danach das Gymnasium Bregenz, wo er die Unterstufe absolvierte. In der Folge bildete er sich an der Handelsakademie Bregenz weiter, wo er auch die Matura ablegte. Ab 1941 stand Rauth während des Zweiten Weltkriegs im Kriegsdienst. Nach seiner Rückkehr aus dem Krieg im Jahr 1945 arbeitete er zwischen 1945 und 1946 in der Kulturabteilung der Vorarlberger Landesregierung, danach war er bis 1947 in einem Steuerbüro beschäftigt. Er wurde 1947 Teilhaber einer Handelsfirma und wurde Geschäftsführer der Internationalen Werbegesellschaft (IWG) sowie der Firma Ankünder.

## Politik und Funktionen
Rauth gehörte der Österreichischen Volkspartei an und war Mitglied des Österreichischen Wirtschaftsbundes, wo er die Funktion des Schriftführers bzw. des Obmanns der Ortsorganisation in Bregenz innehatte. Innerhalb der Volkspartei wirkte er als Mitglied der Stadtparteileitung der ÖVP Bregenz, zudem war er auf Bezirksebene Mitglied der Bezirksparteileitung der ÖVP Bregenz und während seiner Zeit als Landtagsabgeordneter zudem Mitglied der Landesparteileitung der ÖVP Vorarlberg. Als Abgeordneter des Wahlbezirkes Bregenz gehörte er vom 4. November 1974 bis zum 5. November 1979 dem Vorarlberger Landtag an, wo er auch Mitglied im Volkswirtschaftlichen Ausschuss, Mitglied im Notstandsausschuss sowie stellvertretender Obmann im Kulturausschuss war. 
Neben seinen politischen Funktionen engagierte er sich auch als Vorstandsmitglied der Zentralorganisation der Kriegsopferverbände in Wien und war Obmann der Ortsvereinigung Bregenz des Vorarlberger Kriegsopferverbandes. Zudem war er als Mitglied der Handelskammer-Lehrlingsprüfungskommission sowie stellvertretender Vorsitzender des Vorstandes der Sparkasse Bregenz aktiv. 

## Privates
Rauth war der Sohn des Kaufmanns Alfons Rauth, wobei sein Vater aus Tirol stammte. Er war verheiratet und wurde zwischen 1953 und 1962 Vater zweier Töchter und zweier Söhne. 

## Auszeichnungen
- Großes Verdienstzeichen des Landes Vorarlberg (1980)
- Ehrenobmann des Vorarlberger Trachtenverbandes